# Ipomoea silvicola
Ipomoea silvicola är en vindeväxtart som beskrevs av Homer Doliver House. Ipomoea silvicola ingår i släktet praktvindor, och familjen vindeväxter. Inga underarter finns listade i Catalogue of Life.